# Třída Světlana
Třída Světlana byla jedinou třídou lehkých křižníků carského Ruska. Úkoly na ně kladené byly typické pro lodě této kategorie. Měly sloužit k průzkumu pro nové ruské dreadnoughty tříd Gangut a Imperatrica Marija a měly také doprovázet eskadry torpédoborců. Celkem bylo pro Ruské carské námořnictvo rozestavěno osm jednotek této třídy, první z nich v roce 1912.
Stavbu lodí na řadu let přerušila Únorová revoluce v Rusku. Až v polovině 20. let 20. století se situace Sovětského námořnictva zlepšila natolik, že bylo rozhodnuto dokončit tři z lodí jako křižníky a dvě jako rychlé tankery. Zbylé tři trupy byly sešrotovány. Stalo se tak v rámci tzv. prvního pětiletého plánu na obnovu floty a lodě již dříve dostaly nová jména.
Krasnyj Krym (ex Světlana, Profintern) a Červona Ukrajina (ex Admiral Nachimov) se svou konstrukcí příliš radikálně neodchýlily od původního projektu a jejich hlavní výzbroj tvořilo 15 kusů 130mm kanónů, částečně umístěných v kasematách a částečně v dělových věžích. Na druhé straně Krasnyj Kavkaz (ex Admiral Lazarev) byl výrazně modifikován a dokončen jako těžký křižník s výzbrojí čtyř 180mm kanónů. Lehká výzbroj se u lodí průběžně měnila, byly také vybaveny pro nesení min a hydroplánů. Jako tankery byly dokončeny jednotky Admiral Spiridov a Admiral Greig.